# Bouddhisme en Russie

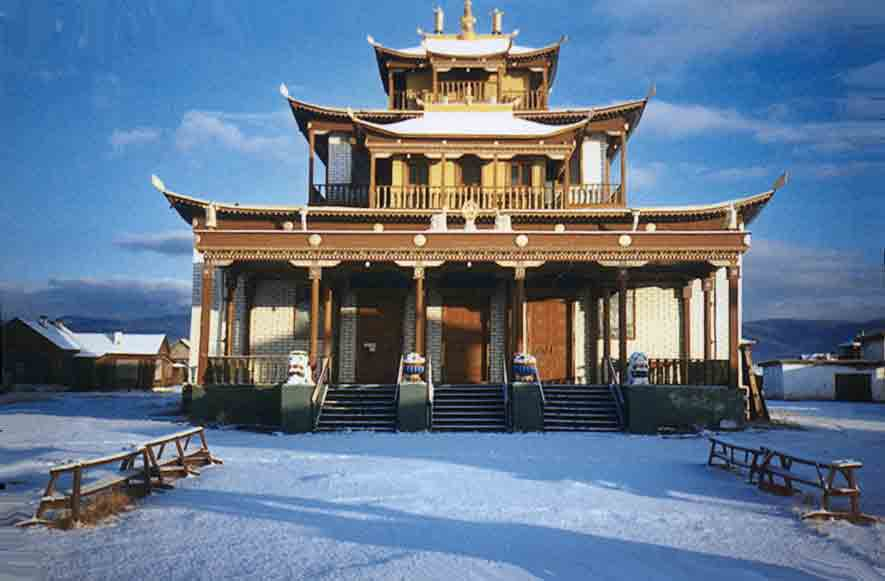
Monastère d'Ivolga.

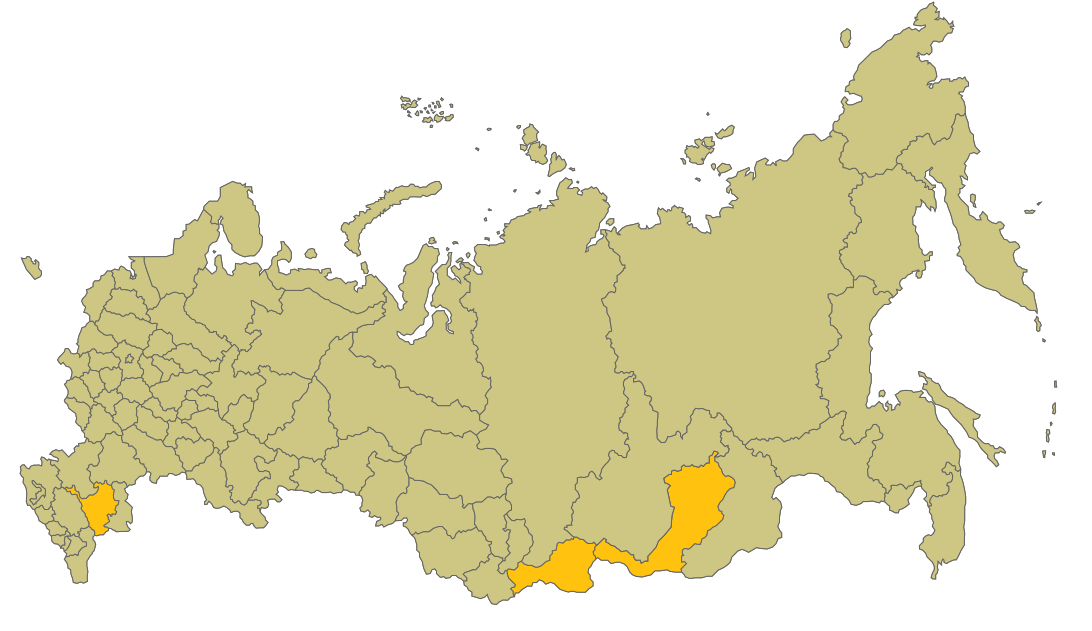
Domaines en Russie avec une majorité bouddhiste.

Le bouddhisme est apparu dans les territoires de la Russie moderne dès la fin du XVIe siècle, quand les premiers explorateurs russes ont voyagé et se sont établis en Sibérie et dans ce qui est maintenant appelé l’Extrême-Orient russe. On croit aussi que le roi indien Ashoka avait envoyé des moines pour répandre les enseignements bouddhiste partout dans le monde y compris en Sibérie. Les lamas mongols et tibétains ont fait leur  première apparition sur les rives orientales du lac Baïkal au milieu du XVIIe siècle et ont rapidement permis la diffusion du bouddhisme dans le secteur. Plus tard dans ce siècle, le bouddhisme a émergé comme la religion dominante à Touva. Les Kalmouks qui ont migré de Chine dans les régions du cours inférieur de la Volga dans la moitié ultérieure du XVIIe siècle ont aussi enseigné le bouddhisme. 
Les autorités tsaristes étaient relativement tolérantes par rapport aux bouddhistes.  